# Sweeney Mountains
Sweeney Mountains är ett berg i Antarktis. Det ligger i Västantarktis. Argentina, Chile och Storbritannien gör anspråk på området. Toppen på Sweeney Mountains är 1 502 meter över havet.
Terrängen runt Sweeney Mountains är huvudsakligen lite kuperad. Trakten är obefolkad. Det finns inga samhällen i närheten.